# ۱۲۸۸ (قمری)
۱۲۸۸ (قمری)، هزار و دویست و هشتاد و هشتمین سال در گاهشماری هجری قمری است. اول محرم این سال برابر با بیست و سوم مارس سال ۱۸۷۱ میلادی است.

## درگذشتگان
- فرخ‌خان غفاری : رجل سیاسی ایران در دوره قاجار.

## زادگان
- عبدالحسین آیتی